# Rut Bízková
Rut Bízková (* 19. července 1957) je česká politička a inženýrka.  V roce 2010 zastávala post ministryně životního prostředí ve Fischerově vládě jako nominantka Občanské demokratické strany.  Od července 2010 do dubna 2011 zastávala na stejném ministerstvu v rámci vlády Petra Nečase pozici 1. náměstkyně. V letech 2012–2016 byla předsedkyní Technologické agentury České republiky.

## Vzdělání a osobní život
Vystudovala Vysokou školu chemicko technologickou v Praze a postgraduálně matematiku v letech 1986–1988. V roce 1993 absolvovala tříměsíční stáž v Mezinárodní agentuře pro atomovou energii ve Vídni. Je vdaná a má jedno dítě.

## Členství v politických stranách
V letech 1990–1995 byla členkou Křesťansko-demokratické strany (KDS). Po sloučení KDS s ODS se stala členkou ODS. Z ODS vystoupila před vstupem do vlády premiéra J. Fischera. Protože byl Fischerův kabinet nestranický, vystoupila 6. dubna 2010 z ODS, jejíž členkou byla od roku 1995. Po odchodu z úřadu ministryně opět vstoupila do ODS.
Poté členství obnovila (2010–2013), po zrušení některých organizací vedením do ODS znovu nevstoupila a v současnosti není členkou žádné politické strany.

## Kariéra a veřejné funkce
V letech 1981–1994 byla zaměstnána v Ústavu jaderného výzkumu v Řeži. V období 1994–1998 působila jako tisková mluvčí uhelných elektráren ČEZ, následně ředitelka odboru vnějších vztahů na ministerstvu životního prostředí. V letech 1999–2004 pracovala na ministerstvo průmyslu a obchodu v pozici vedoucí oddělení mezinárodních aspektů průmyslové politiky, později poradkyně náměstka ministra pro energetiku, hutnictví a stavebnictví. Od roku 2004 působila v Českém ekologickém ústavu, příspěvkové organizaci MŽP, která byla v té době přejmenována na CENIA, českou informační agenturu životního prostředí, (ve funkci zástupkyně ředitele). V září 2006 se stala náměstkyní ministra životního prostředí, s odpovědností za politiku životního prostředí, výzkum a vývoj v resortu, ekonomické nástroje, EU fondy a řízení SFŽP ČR.
Dne 15. dubna 2010 byla jmenována ministryní životního prostředí ve vládě Jana Fischera. Jako priority si stanovila zlepšení kvality ovzduší (zejména v Moravskoslezském kraji), urychlené čerpání financí z fondů Evropské unie, úpravy programu Zelená úsporám (umožnění podpory zateplení veřejných budov) a zprůhlednění ministerstva.
Po vzniku vlády Petra Nečase v červenci 2010 působila na ministerstvu životního prostředí znovu jako 1. náměstkyně. Po rezignaci ministra Drobila byla pověřena řízením ministerstva. Další ministr Tomáš Chalupa přijal 6. dubna 2011 rezignaci Bízkové na funkci 1. náměstkyně. Rezignovala z důvodu odlišného názoru na vedení programu Zelená úsporám.
V letech 2012–2016 byla jedno funkční období předsedkyní Technologické agentury ČR, 22. března 2016 ji nahradil Petr Očko.

## Anketa Ropák roku
V roce 2006 byla nominována na anticenu Ropák roku, v anketě skončila na 3. místě.